# ريتشارد القايد
ريتشارد القايد أو ريتشارد القائد (1166-1187) كان مسؤولًا كبيرًا في ديوان المجلس الملكي ببلاط مملكة صقلية النورماندية في باليرمو خلال السنوات الأخيرة من حكم ويليام الأول ملك صقلية، وكذلك أثناء الوصاية من زوجته مارغريت نافارا لابنهما ويليام الثاني عندما توفي ويليام الأول عام 1166.

## أصل
كان ريتشارد مسلمًا اعتنق المسيحية، ومن المحتمل أنه كان خصيًا. وقد ظهر في سجلات المجلس الملكي في يناير 1161، لكنه لم يبرز في الشؤون السياسية في ذلك الوقت إلا في عام 1166.

## وصاية وليام الثاني

### رئيس الغرفة المالية وصديق العائلة
توفي الملك ويليام الأول في 17 مايو من سنة 1166، تاركًا ابنه القاصر ويليام الثاني على العرش، تحت وصاية الملكة الأم، وبمشورة مجلس مكون من ثلاثة أفراد من أصدقاء العائلة الملكية تحت قيادة أحمد الصقلي المسمى ببيتر. على الرغم من سيطرته الفعلية على الحكومة، إلا أن بيتر لم يكن قادرًا على مواجهة مؤامرات البلاط، التي قادها ابن عم الملكة الوصي، جيلبرت، كونت جرافينا، والتي أصابت المملكة بالشلل. ونتيجة لذلك، هرب بيتر في صيف العام نفسه إلى تونس. خلفه ريتشارد بعد ذلك كحاجب رئيسي للقصر، وأصبح عضوًا في مجلس أصدقاء العائلة، الذي توسع ليشمل خمسة أعضاء إلى جانب ريتشارد، هم ريتشارد، كونت موليز، الأسقف المنتخب ريتشارد بالمر، الكاتب ماثيو، ومارتن القايد.

### معارضة ستيفن دو بيرش
في أكتوبر أو نوفمبر من عام 1166، تم تعيين ستيفن دو بيرش المستشار الملكي ورئيس أساقفة باليرمو، ليصبح رئيسًا للحكومة. أثناء حكم ستيفن، بقي ريتشارد مستشارًا على الأقل إلى عام 1167، وتم ذكره كأحد رؤساء ديوان بارنوم في مارس 1168. كانت هذه إدارة جديدة، مسؤولة عن إدارة مقاطعات المملكة النورماندية على البر الإيطالي، باستثناء كالابريا. لكن سرعان ما ظهر ريتشارد كمعارض رئيسي لرئيس الحكومة. جهود الأخير لمكافحة الخيانات في إدارة صقلية سرعان ما أدت إلى هجوم ضد المسلمين أو المشتبه فيهم بأنهم مسلمون، واشتباك مع خصيان القصر، الذي كان رئيسهم ريتشارد.
بدأ ريتشارد بالتآمر ضد ستيفن، وحصل على دعم القائد المسلم أبو القاسم بن حمود وفقًا للرحالة المعاصر ابن جبير، وانقلب المجتمع المسلم في الصقلية الداعم في السابق لستيفن ضده. في الخريف، بدأ ريتشارد في حشد قواته للقيام بانقلاب. وشمل ذلك، إلى جانب قواته المحلية، الفرسان الملكيين ورماة البلاط، الذين حصل على دعمهم من خلال الهدايا والخدمات. ومع ذلك، نقل ستيفن الملك والبلاط إلى ميسينا، حيث تمكن من تحييد خصومه النورمانديين، أخوة الملكة الوصية، هنري كونت مونتيسكاليوسو، وريتشارد موليز.
وفقًا لتاريخ هوغو فالكاندوس، عندما عاد ستيفن مع الملك والبلاط إلى باليرمو في 20 مارس من عام 1168، تآمر ريتشارد ورجال الحاشية الآخرين لاغتياله في أحد الشعانين. بعد أربعة أيام، تم اكتشاف المؤامرة وتم القبض على المتآمرين. حمت الملكة ريتشارد من الٳعتقال، لكنه أحتجز في القصر ومُنع من التحدث إلى الفرسان. كان هذا بمثابة ذروة قوة للرئيس ستيفن، ولكن سرعان ما بدأت الأحداث تنقلب ضده، حيث اندلعت ثورة شعبية في ميسينا وانتشرت في جميع أنحاء الجزيرة. وحتى في باليرمو، وقعت اشتباكات بين أنصار ريتشارد ورجال ستيفن، مما أجبر الرئيس وأنصاره على الفرار إلى برج الكاتدرائية. استعاد ريتشارد وماثيو من ساليرنو مناصبهم السابقة، وحشدوا الحشود لحصار برج الكنيسة. قبل ستيفن الشروط المعروضة من طرفهم، وغادر صقلية برفقة أنصاره.
تم إعادة تعيين ريتشارد إلى المجلس المكون الآن من عشرة أعضاء بعد فرار ستيفن في ربيع عام 1168 وحتى سبتمبر 1169، عندما تولى والتر أوفاميل زمام الحكومة. الشاعر ابن قلاقس، الذي زار صقلية في تلك الفترة، قدم قصيدة قصيرة لريتشارد الوزير، أشاد فيها بصفات ريتشارد وموقعه الرفيع.

## السنوات اللاحقة
بعد ذلك، ركز على واجباته كرئيس للخدم الملكي، مستمرًا في هذا المنصب على الأقل حتى عام 1183. قائدان آخران، القائد مارتن الذي كان في وقت ما مقربًا من الملك، وماتيراسيوس، كانا خدما كرؤساء للخدم تابعين له.
شغل ريتشارد أيضًا منصبًا كأحد مديري مكتب التحقق، الإدارة التنفيذية للحكومة، حتى مارس 1187، وهي المرة الأخيرة التي شغل فيها منصبًا ثبت في المصادر. وبهذه الصفة تم إرساله في ديسمبر 1170 للتحقيق في الاستيلاء غير القانوني على الممتلكات الملكية في ميسينا، وتم ذكره مرة أخرى على أنه أمر بإجراء تحقيقات في جرائم مماثلة في يناير 1183.
في عام 1186، اشترى ريتشارد عقارات بسواحل باتي من أسقف ليباري. وقد تم ذكره على أنه مدير مكتب التحقق. كان على ريتشارد أن يقوم بتجديد العقارات المتداعية والتمتع بالٳستجمام بها حتى وفاته، حيث ستعود إلى الكنيسة.